# Hey-Hey Fever
Hey-Hey Fever és un curtmetratge d'animació estatunidenc, en color de la sèrie de Metro-Goldwyn-Mayer Happy Harmonies. Va ser dirigit per Hugh Harman i estrenat el 19 de gener de 1935. Forma també part de les pel·lícules que tenen per personatge principal Bosko.